# Osceola County Stadium
O Osceola County Stadium é um estádio localizado em Kissimmee, Flórida, Estados Unidos, possui capacidade total para 5.400 pessoas, foi a casa do Orlando City B, clube que até 2020 disputou a USL League One.

## História
O estádio foi inaugurado em 1984 como um estádio de beisebol onde foi a casa do Kissimmee Cobras entre 1995 e 2000, do Osceola Astros entre 1985 e 1994 e do Florida Fire Frogs entre 2017 e 2019, em 2019 passou por reformas para ser convertido para futebol.